# جعفر توسلی
جعفر توسلی (۱۳۰۴ در سبزوار – ۱۳۹۷) مرشد اهل ایران است. وی از سال ۱۳۱۲ مرشدی را آغاز و تا آخرین روزهای عمر خود در زورخانه خود به مرشدی و مدیریت زورخانه مشغول بود.
وی از ۲ رئیس‌جمهور بابت تلاش‌های خود حفظ و ارتقا جایگاه ورزش باستانی تقدیر نامه دریافت نمود و در دهه ۶۰ به عنوان مدرس مرشدی با فدراسیون ورزش باستانی همکاری نمود و شاگردان بسیاری را پرورش داد.
مصطفی طوسی، تختی، محمد حسن محبی، محمد حسین محبی، علیرضا سلیمانی نزد وی به پرورش خود پرداخته‌اند.
او به نمایندگی از ایران در کشور ژاپن نیز به اجرای هنر مرشدی پرداخته‌است و در نخستین جشنواره مرشدان برتر ایران نیز حضور داشت
وی در سال ۱۳۹۷ درگذشت.